# Prosek (metrostation)
Prosek is een metrostation van de metro van Praag. Het station bevindt zich in de wijk Prosek, onderdeel van het gemeentelijke district Praag 9. Metrostation Prosek is geopend op 8 mei 2008, tegelijk met de stations Letňany en Střížkov.
Letňany · Prosek · Střížkov · Ládví · Kobylisy · Nádraží Holešovice · Vltavská · Florenc · Hlavní nádraží · Muzeum · I. P. Pavlova · Vyšehrad · Pražského povstání · Pankrác · Budějovická · Kačerov · Roztyly · Chodov · Opatov · Háje